# Notti e nebbie
Notti e nebbie és una minisèrie de televisió del 1984.

## Descripció
Dirigida per Marco Tullio Giordana, el drama està basat en la novel·la homònima de Carlo Castellaneta. Es va emetre per primera vegada a Rai 2.
Es va repetir l'agost de 2011 dins de la columna Rewind de Rai Storia.

## Argument
La pel·lícula relata les vicissituds de Bruno Spada, comissari de policia a Milà durant els anys de la República Social i la Resistenza. Exerceix les seves tasques com a policia polític, vigilant la lleialtat dels dirigents i funcionaris de la República i la repressió de les activitats clandestines antifeixistes, en una Milà i una Itàlia esquinçades per una autèntica guerra civil.
Atemptats, violència, tortura, traïcions, passen per la vida d'aquest funcionari, al seu torn destrossant la seva consciència i provocant que vacil·lin les seves motivacions com a funcionari feixista, provocant-li enormes crisis de consciència i forts dubtes existencials. Va ser afusellat el 25 d'abril de 1945 a mans dels partisans que aquell dia van enderrocar el règim republicà i van alliberar la ciutat de l'ocupació alemanya de l'ocupació alemanya.

## Repartiment
- Umberto Orsini: Bruno Spada
- Eleonora Giorgi: Magda
- Massimo Foschi: Giulio Bertani
- Maurizio Donadoni: Antonio Fugazza
- Senta Berger: Lucia Bertani
- Laura Morante: Noemi
- Bruno Zanin: Bonetti
- Gerard Desarthe: comte Casella
- Gerardo Amato: Cap partisà
- Viviana Di Bert: Luciana
- Roberto Anglisani: Caviglia
- Walter Alberti: sa excel·lència

## La pel·lícula en crítica cinematogràfica
La pel·lícula va tenir una bona acollida per part dels crítics de cinema. Els crítics Paolo Mereghetti i Laura, Luisa i Morando Morandini en els seus diccionaris de cinema lloen sobretot l'actuació d'Umberto Orsini en el paper del protagonista, que aconsegueix donar una humanitat i un profunditat inusual a la figura del comissari feixista. La crítica va valorar la pel·lícula, qualificant-la de "la millor de les poques pel·lícules italianes que narraven el tràgic període de Salò, la Resistència i la guerra civil des del bàndol del feixisme republicà".
Alhora, es lloa la imparcialitat del director, ja que "no busca justificacions per al seu protagonista (que mai qüestiona la seva adhesió al feixisme), però tampoc el converteix en una mena d'heroi negatiu". Com assenyala Mereghetti, "si hi ha una fascinació, és per l'atmosfera decadent d'un món que sap que està destinat a la derrota, i que la direcció destaca amb opcions estètiques antitelevisió: plans refinats, certa ostentació en el mobiliari, carros i moviments de màquines".
El director Giordana també es va centrar molt en les reconstruccions d'època; a la pel·lícula es poden veure diversos cartells, cançons i uniformes propis de l'època de la República de Salò. La pel·lícula que està mirant Bruno Spada quan és ferit pels partisans és La bella addormentata de Chiarini, una pel·lícula estrenada l'any 1942 en què hi ha eren els coneguts actors Osvaldo Valenti i Luisa Ferida, companys de vida que es van mantenir fidels al règim feixista fins a l'Alliberament i, sospitats de vincles amb la banda de Pietro Koch, van ser afusellats pels partisans.
Des d'un punt de vista formal, la pel·lícula és interessant, gràcies a l'excel·lent fotografia en 16 mm de Franco Delli Colli i les escenes d'Armando Nobili que evoquen efectivament una Milà contusa i al·lucinada. Una influència important del melodrama i el noir de Hollywood també és evident a la pel·lícula, evident en el retrat engreixat de la podridura moral i la corrupció física del règim feixista de l'època i en la misogínia dels papers femenins.